# Hesione pantherina
Hesione pantherina är en ringmaskart. Hesione pantherina ingår i släktet Hesione och familjen Hesionidae. Inga underarter finns listade i Catalogue of Life.